# NGC 4668
NGC 4668 é uma galáxia espiral barrada (SBcd) localizada na direcção da constelação de Virgo. Possui uma declinação de -00° 32' 10" e uma ascensão recta de 12 horas, 45 minutos e 31,8 segundos.
A galáxia NGC 4668 foi descoberta em 11 de Abril de 1787 por William Herschel.